# Canton de Vienne-Sud
Le canton de Vienne-Sud est une ancienne division administrative française située dans le département de l'Isère et la région Auvergne-Rhône-Alpes.

## Géographie
Ce canton était organisé autour de Vienne dans l'arrondissement de Vienne. Son altitude variait de 140 m (Vienne) à 450 m (Eyzin-Pinet) pour une altitude moyenne de 263 m.

## Histoire
- Le canton est créé avec l'arrêté portant Réduction des Justices de paix du Département de l'Isère[1] du 31 octobre 1801 : « Le deuxième arrondissement, dit du Sud, comprendra la partie de la ville située à la gauche de la ligne de démarcation ci-dessus désignée. Chonas, Cottes-d'Arcy, Estrablen, Eysen, Jardin, Moidieu, Reventin, les Roches, Saint-Sorlin, Vaugris, Vienne. »
- De 1833 à 1848, les cantons de Vienne-Nord et de Vienne-Sud avaient le même conseiller général. Le nombre de conseillers généraux était limité à 30 par département[2].

## Représentation

### Conseillers généraux de 1833 à 2015
| Période                                  | Période               | Identité                                | Étiquette                | Qualité |
| ---------------------------------------- | --------------------- | --------------------------------------- | ------------------------ | --- |
| 1833                                     | 1839                  | Alexandre Boissat                       |                          | Colonel de la Garde nationale, adjoint au maire de Vienne |
| 1839                                     | 1842                  | Jean Couturier                          | Opposition libérale      | Médecin à Vienne |
| 1842                                     | 1867                  | Victor Faugier                          | Majorité dynastique      | Notaire - Député (1852-1867) Maire de Vienne (1848-1867), conseiller d'arrondissement Président du Conseil Général (1852-1858)                                       |
| 1867                                     | 1869                  | Joseph Alfred Donnat                    |                          | Notaire à Vienne |
| 1869                                     | 1871                  | Jean-Pierre Joliot                      | Centre droit             | Avocat, maire de Vienne Membre du Corps législatif (1867-1870) |
| 1871                                     | 1878 (démission)      | Marc Antoine Brillier                   | Républicain              | Avocat Député (1848-1849, 1872-1876) Sénateur (1876-1879) Maire de Vienne                                                                                            |
| 1878                                     | 1884 (décès)          | Louis Benoît Philippe Faure (1831-1884) |                          | Avoué à Vienne |
| 1884                                     | 1886                  | Louis Félix Lombard                     | Républicain              | Avocat, conseiller municipal de Vienne Député (1885-1893) |
| 1886                                     | 1892                  | Camille Jouffray                        | Rad.                     | Ingénieur civil, conseiller municipal de Vienne Député (1889-1898) Sénateur (1901-1920)                                                                              |
| 1892                                     | 1894 (démission)      | Louis Servonnat-Tuillier                | Républicain opportuniste | Maire d'Estrablin (1893-1894), conseiller d'arrondissement |
| 1895                                     | 1910                  | Jean Christophle                        | Républicain progressiste | Viticulteur Maire d'Eyzin-Pinet Député (1898-1902) |
| 1910                                     | 1928                  | François Bresse                         | Républicain Progressiste | Avoué près le Tribunal civil, ancien maire de Vienne (1902-1906) |
| 1928                                     | 1932 (décès)          | Ennemond Payen                          | URD                      | Député (1928-1932) Conseiller municipal de Vienne |
| 1932                                     | 1940                  | Eugène Cote (1880-1972)                 | URD                      | Maire d'Eyzin-Pinet, conseiller d'arrondissement Nommé conseiller départemental en 1943                                                                              |
|                                          |                       |                                         |                          | |
| 30 septembre 1945                        | 24 avril 1955         | Jean Novat                              | MRP                      | Constructeur de matériel de papeterie Député de l'Isère (1945-1946) Conseiller municipal de Vienne Sénateur de l'Isère (1946-1955)                                   |
| mars 1955                                | mars 1973             | Maurice Chapuis (1909-2002)             | MRP puis DVD             | Chirurgien à l'hôpital de Vienne Député (1958-1967) Maire de Vienne (1959-1971)                                                                                      |
| mars 1973                                | mars 1979             | Louis Mermaz                            | PS                       | Enseignant Député (1967-1968, 1973-1993 et 1997-2001) Maire de Vienne (1971-2001) Président du Conseil général (1976-1985) Elu en 1979 dans le Canton de Vienne-Nord |
| mars 1979                                | mars 1985             | Gérald Eudeline (1935-2021)             | PS                       | Professeur Elu en 1988 dans le Canton de Vienne-Nord |
| mars 1985                                | mars 2001 (démission) | Jacques Remiller                        | UDF                      | Cadre bancaire retraité Maire de Jardin (1977-2001) Vice-président du Conseil général de l'Isère Conseiller régional de Rhône-Alpes                                  |
| mars 2001                                | mars 2011             | Patrick Curtaud                         | RPR puis UMP             | Enseignant Adjoint au maire de Vienne Elu en 2015 dans le Canton de Vienne-2                                                                                         |
| mars 2011                                | 2015                  | Jacques Thoizet                         | PS                       | Avocat Conseiller municipal d'opposition de Vienne |
| Les données manquantes sont à compléter. |                       |                                         |                          | |

### Conseillers d'arrondissement (de 1833 à 1940)
| Période                                  | Période | Identité                   | Étiquette                   | Qualité |
| ---------------------------------------- | ------- | -------------------------- | --------------------------- | --- |
| 1833                                     | 1839    | Jean-Baptiste Tuillier     |                             | Propriétaire à Estrablin                                                                                    |
| 1839                                     | 1842    | Victor Faugier             |                             | Notaire à Vienne                                                                                            |
| 1842                                     | 1845    | Jean-Baptiste Tuillier     |                             | Propriétaire, maire d'Estrablin                                                                             |
| 1845                                     | 1848    | Jean Louis Arnaud          |                             | Juge au Tribunal civil de Vienne                                                                            |
|                                          |         |                            |                             | |
|                                          | 1889    | Joseph Guillot             |                             | Propriétaire à Reventin                                                                                     |
| 1889                                     | 1892    | Louis Servonnat-Tuillier   | Républicain opportuniste    | Propriétaire à Estrablin                                                                                    |
| 6 nov. 1892                              | 1895    | Pierre Jury                | Républicain                 | Maire de Chonas                                                                                             |
| 1895                                     | 1907    | André Durand               | Républicain progressiste    | Maire de Reventin                                                                                           |
| 1907                                     |         | Marc Lentillon (1879-1951) | Radical                     | Propriétaire à Jardin                                                                                       |
|                                          |         |                            |                             | |
| 1932                                     | 1940    | Victor Bruyère (1877-1970) | Républicain indépendant-PSF | Propriétaire cultivateur, maire de Jardin                                                                   |
| 1940                                     |         |                            |                             | Les conseils d'arrondissement ont été suspendus par la loi du 12 octobre 1940 et n'ont jamais été réactivés |
| Les données manquantes sont à compléter. |         |                            |                             | |

## Composition
Le canton de Vienne-Sud se composait d’une fraction de la commune de Vienne et de neuf autres communes. Il comptait 30 637 habitants (population municipale) au 1er janvier 2012.
| Nom                    | Code Insee | Intercommunalité                 | Population (dernière pop. légale)               |
| ---------------------- | ---------- | -------------------------------- | ----------------------------------------------- |
| Vienne (chef-lieu)     | 38544      | CA Vienne Condrieu Agglomération | Fraction : 13 071(2012) Commune : 29 096 (2014) |
| Chonas-l'Amballan      | 38107      | CA Vienne Condrieu Agglomération | 1 623 (2014)                                    |
| Les Côtes-d'Arey       | 38131      | CA Vienne Condrieu Agglomération | 1 961 (2014)                                    |
| Estrablin              | 38157      | CA Vienne Condrieu Agglomération | 3 278 (2014)                                    |
| Eyzin-Pinet            | 38160      | CA Vienne Condrieu Agglomération | 2 187 (2014)                                    |
| Jardin                 | 38199      | CA Vienne Condrieu Agglomération | 2 211 (2014)                                    |
| Moidieu-Détourbe       | 38238      | CA Vienne Condrieu Agglomération | 1 827 (2014)                                    |
| Reventin-Vaugris       | 38336      | CA Vienne Condrieu Agglomération | 1 785 (2014)                                    |
| Les Roches-de-Condrieu | 38340      | CC Entre Bièvre et Rhône         | 2 078 (2014)                                    |
| Saint-Sorlin-de-Vienne | 38459      | CA Vienne Condrieu Agglomération | 854 (2014)                                      |

## Démographie
| 1962 | 1968 | 1975 | 1982 | 1990   | 1999   | 2006   | 2011   | 2012   |
| ---- | ---- | ---- | ---- | ------ | ------ | ------ | ------ | ------ |
| -    | -    | -    | -    | 25 607 | 28 180 | 30 297 | 30 328 | 30 637 |